# Romanologia
La romanologia, detta anche romologia (termini entrambi preferibili a ziganologia), è da considerarsi principalmente una branca della linguistica e si propone lo studio linguistico, filologico e comparativo della lingua, dei dialetti e della cultura delle popolazioni di lingua romaní.
L'approccio necessariamente etnologico ed antropologico, dovuto alla necessità della ricerca sul campo, fa sì che tuttora non siano ben chiari i confini di questa disciplina sulla quale non c'è un accordo preciso neanche sulla definizione generale.
Tra i maggiori esponenti di questi studi, a livello mondiale, vanno annoverati tra tutti Ian Hancock, Peter Bakker, Yaron Matras e Marcel Courthiade.

## Gli studi sulla lingua e sulla cultura romanì
Gli studi sulla lingua e sulla cultura romanì sono una emergente ed interdisciplinare metodologia di ricerca basata su studi sul campo con l'approccio diretto alle comunità rom e focalizzano l'attenzione sugli aspetti sociologici, antropologici, linguistici e di scienze della politica.
Aree particolari di interesse includono le teorie linguistiche sulla origine delle popolazioni di lingua romanì, la raccolta di testimonianze e documenti sull'esperienza delle persecuzioni, l'oppressione politica e sociale, lo studio della lingua e dei dialetti, e lo studio della cultura, della società, dei costumi e delle tradizioni della popolazione romanì.
Come disciplina formale è nata nel Regno Unito negli anni novanta.

## L'evoluzione degli studi sulle popolazioni di lingua romanì in Italia
Gli studi sulle popolazioni di lingua romaní si sono caratterizzati in passato, soprattutto in Italia, per la loro "interdisciplinarità" fino ad approdare oggi a diverse scienze sociali e linguistiche dedicate. 
L'evoluzione degli studi linguistici e filogici sulle popolazioni di lingua romanì, che erano legati soprattutto ad approcci di carattere filologico fin dalla seconda metà del Settecento, hanno cominciato a modificarsi in veri e propri studi di settore che sconfinavano, in Italia, nella etnologia e nell'antropologia e vantavano nella cosiddetta ziganologia alcuni contributi significativi grazie agli studi del marchese marchigiano Adriano Colocci (1855 - 1941), del napoletano Alfredo Capobianco e di Graziadio Isaia Ascoli.

### Dagli esordi della ziganologia fino al fascismo
Colocci, nel suo saggio "Gli zingari. Storia di un popolo errante", del 1889, scritto dopo essere entrato in contatto con i rom dei Balcani durante il periodo in cui fu inviato del Ministero degli Affari Esteri, raccolse consensi in ambito internazionale che gli valsero l'invito alla partecipazione a due congressi internazionali di etnologia ed antropologia, nel 1902 e nel 1904, a Parigi e Ginevra, e la nomina a presidente della "Gypsy Lore Society".
Dopo la pubblicazione di "L'origine des Bohemeins", nel 1911, diventò uno degli esponenti principali della etnografia italiana, al cui primo congresso tenne una relazione dedicata allo "Studio della ziganologia in Italia", con il quale sostenne con vigore l'importanza della ricerca sul campo e l'insufficienza della "ziganologia" in Italia prima del 1889. Secondo Colocci la "ziganologia" andava riformata seguendo tre criteri: lo "studio dell'erudizione", della lingua e dell'etnografia.
L'obiettivo di Colocci era quello di arrivare ad una "Scienza degli Zingari" e l'ente che si sarebbe dovuto occupare di questo filoni di studi avrebbe dovuto essere la "Società di Etnografia Italiana", la proposta però cadde nel vuoto e non se ne fece nulla.
Ben diverso approccio fu quello di Alfredo Capobianco, di professione giudice di tribunale tra la fine dell'Ottocento ed i primi del Novecento. Capobianco si era trovato spesso ad occuparsi di processi che vedevano imputati "zingari" nelle regioni della Campania, della Puglia e della Basilicata, da questa esperienza professionale ne scaturì un saggio del 1914 "Il problema di una gente vagabonda in lotta con le leggi", nel quale affrontava il problema dell'applicazione delle leggi per il rispetto dell'ordine pubblico.
Capobianco nel suo saggio dedica tutta la prima parte a considerazioni di carattere etnologico, sugli usi, costumi e morale della popolazione "zingara", in particolare Capobianco si soffermò sul carattere nomade di questi definendolo un "camping organizzato etnicamente"  precario e caotico.
Nella seconda parte del saggio si concentra sulla presunta immoralità ed irreligiosità degli "zingari", facendo convergere tutto il suo ragionamento sulla necessità di un intervento tempestivo della autorità contro il dilagare del "crimine zingaresco". A fronte di questa supposta "minaccia" Capobianco propose il sistema della schedatura giudiziaria, dei certificati antropometrici, fino alla espulsione ed alla reclusione.

### Gli studi sugli "zingari" durante il fascismo
Il "Primo Congresso di Etnografia Italiana" del 1911 segnò il distacco dell'antropologia italiana dagli ideali positivisti. Uno degli organizzatori del congresso, Aldobrandino Mochi, contrappose alla teoria positivista "un approccio storico-geografico che, pur mantenendo la prospettiva diacronica, la veniva svincolando dalle vicende evolutive ed etnico-razziali dei popoli per connetterla, invece, ad una visione spaziale ed areale dei fenomeni culturali e all'influenza dei vari habitat naturali".
Sulla base di questa impostazione l'antropologia italiana entra nell'era fascista, durante la quale la tendenza di stabilire ed affermare "la superiorità della razza italiana", nonché la sua vocazione al predominio sulle popolazioni del mediterraneo, porterà l'antropologia ad un ruolo cruciale tra le scienze sociali italiane durante il regime.
Con l'emanazione delle leggi razziali nel 1938, i contenuti di questa tendenza vengono affermati ed elencati nel "Manifesto degli scienziati razzisti" del 1938.
Tra questi "scienziati", Guido Landra già direttore dell'Ufficio Razza al Ministero della cultura popolare, collaboratore in seguito della rivista "La Difesa della Razza", periodico definito ufficialmente come organo di studi antropologici, storici e scientifici, si distinse particolarmente nell'essere uno dei più convinti nella lotta alla "piaga zingara".
Tra i tanti contributi del Landra sulla rivista "per la difesa della razza" va menzionato l'articolo sul "problema dei meticci in Europa" nel quale affronta il "problema" derivante dall'incrocio della "razza italica" con gli "zingari", proponendo "seri provvedimenti" contro gli "eterni randagi, privi in modo assoluto di senso morale".
Queste teorie portarono alla persecuzione degli "zingari" che, in seguito alle leggi razziali del 1938, furono prima internati in campi ed in seguito deportai nei lager nazisti.

### La rivista Lacio Drom
A partire dagli anni sessanta l'Associazione Opera Nomadi, che già dal 1965 curava un bollettino, cominciò le pubblicazioni della "Rivista Bimestrale di studi zingari", espressione dell'Istituto di Pedagogia dell'università di Padova (1967/70), diventata in seguito, dal 1970 fino al 1999 la rivista "Lacio Drom", promossa da un autonomo Comitato di Esperti di settore e diretta nei trenta anni di attività da Mirella Karpati.
Le tematiche dibattute e trattate sulla rivista sono uscite molto presto dall'area settoriale di promozione socio/culturale espressa dall'Associazione Opera Nomadi e, anche grazie all'apporto di esperti e di collaboratori, anche a livello europeo, hanno più propriamente favorito la documentazione di studi, ricerche, apporti vari nel campo della cultura zingara e della tutela giuridica delle popolazioni Rom, Sinte, Camminanti, sia locali che immigrate di recente.

## Obiettivi della romanologia
La romanologia (o romologia) si pone come obiettivo, oltre allo studio delle popolazioni di lingua romanì, la realizzazione di uno standard linguistico comune, così come stabilito nel primo congresso della Unione Internazionale Romanì a Londra nel 1971, durante il quale linguisti provenienti da tutto il mondo accettarono di discutere con rappresentanti delle popolazioni rom, convenute all'incontro internazionale, di introdurre tra i diritti dei rom anche il diritto alla lingua. Nel primo congresso di Londra fu anche presa la decisione di avere una ortografia comune per tutti i paesi dove vivono le minoranze linguistiche romanì.
Fin dal 1990, da quando l'Unione Internazionale Romanì ha cominciato a tenere corsi di lingua romaní in diverse scuole europee, le organizzazioni Rom che si riconoscono nell'Unione Internazionale Romanì hanno ottenuto l'istituzionalizzazione della Romanologia o Romologia nelle università, o negli istituti universitari, dell'Ungheria, della Repubblica Ceca, della Romania e della Macedonia ed in Turchia.